# Rhinomyias
Rhinomyias es un género obsoleto de aves paseriformes perteneciente a la familia Muscicapidae. Actualmente, tanto Clemens version 6.8 como IOC han trasladado todas las especies del género a los géneros Cyornis, Vauriella y Eumyias, pero otras clasificaciones, como BirdLife International o la de Alan P. Peterson, de momento mantienen este género como válido.

## Especies
Contenía las siguientes especies:
- Rhinomyias additus
- Rhinomyias albigularis
- Rhinomyias brunneatus
- Rhinomyias colonus
- Rhinomyias goodfellowi
- Rhinomyias gularis
- Rhinomyias insignis
- Rhinomyias olivaceus
- Rhinomyias oscillans
- Rhinomyias ruficauda
- Rhinomyias umbratilis